# Hươu xạ Siberia
Hươu xạ Siberia (Moschus moschiferus) là một loài hươu xạ tìm thấy trong các cánh rừng miền núi của Đông Bắc Á. Nó sinh sống chủ yếu tại các cánh rừng taiga của miền nam Siberia, nhưng cũng được phát hiện là có tại các khu vực khác nhau của Mông Cổ, Nội Mông, Mãn Châu và bán đảo Triều Tiên.
Hươu xạ Siberia được IUCN phân loại là dễ bị thương tổn (1996). Người ta săn bắt chúng để lấy xạ hươu, chứa một loạt các hợp chất hữu cơ có mùi thơm mạnh, dùng trong sản xuất nước hoa và một số dược phẩm, có thể bán được tới giá 45.000 USD/kg. Chỉ khoảng 25 gam xạ hươu có thể tiết ra từ một con đực trưởng thành. Người ta có thể tách xạ mà không cần giết chết con vật, nhưng đây là một việc rất ít khi những người thợ săn làm. Thường thì họ giết chết con vật để lấy toàn bộ túi xạ. Một phân loài khác biệt của nó sinh sống trên đảo Sakhalin.

## Đặc điểm
Đây là loài sinh sống với hình thức kiếm ăn về đêm là chính và chúng chỉ di chuyển trong một khoảng cách nhỏ mỗi đêm (khoảng 3–7 km). Nó ưa thích các khu vực có độ cao lớn hơn 2.600 m. Các con trưởng thành có kích thước nhỏ, dài khoảng 86–100 cm, cao 52–55 cm và chỉ cân nặng khoảng 7–17 kg. Bộ lông của chúng dao động từ màu nâu ánh vàng sáng tới đen, trong đó màu nâu sẫm là chủ yếu. Các chân sau dài và khỏe hơn các chân trước. Chúng không có gạc, nhưng con đực trưởng thành có răng nanh trên khá dài, tới 10 cm. Chúng có thể sống tới 10-14 năm, trong tình trạng bị giam cầm có thể tới 20 năm.
Độ tuổi trưởng thành và phát dục: 15-17 tháng tuổi. Thời gian mang thai của con mẹ là 6,5 tháng, nó sinh ra hai con non, ít khi là 1 hay 3, thông thường thời gian sinh diễn ra trong tháng Năm hay tháng Sáu. Thời gian cho bú sữa: 3-4 tháng.